# Saison 1 de X-Files : Aux frontières du réel
 (février 2016).
Si vous disposez d'ouvrages ou d'articles de référence ou si vous connaissez des sites web de qualité traitant du thème abordé ici, merci de compléter l'article en donnant les références utiles à sa vérifiabilité et en les liant à la section « Notes et références ».
Chronologie
Saison 2
Cet article présente le guide des épisodes de la première saison de la série télévisée américaine X-Files : Aux frontières du réel.

## Production
Chris Carter a une série en tête : elle fait peur et érige l'incertitude en dogme. Lorsqu'il la soumet aux dirigeants de la chaîne Fox, il doit redoubler de persuasion pour faire valider son concept. À l'automne 1992, les responsables, sceptiques quant au résultat, donnent néanmoins leur accord pour la mise en chantier d'un épisode pilote. Le tournage se fera à Vancouver en Colombie-Britannique, tant pour des raisons budgétaires que pour ses paysages.
Si Carter n'a aucun mal à proposer David Duchovny dans le rôle principal, il bataille dur pour imposer Gillian Anderson à la chaîne, réticente face à cette inconnue au physique inhabituel à la télévision. Un choix qui s’avère gagnant car les deux acteurs ne tardent pas à trouver leurs marques ensemble et le public est rapidement conquis par l’alchimie dégagée par ce duo d’enquêteurs insolite parti à la chasse aux extraterrestres.
Longuement réfléchi, le pilote fait preuve d'une grande maturité pour l'époque. Durant la projection, la salle applaudit à tout rompre et de nouveaux épisodes sont commandés. Carter, avec l'aide de R. W. Goodwin, réunit une équipe d'envergure pour mener à bien la série : des scénaristes confirmés - parmi lesquels Howard Gordon, Glen Morgan et James Wong - côtoient de talentueux réalisateurs - notamment David Nutter - et le compositeur Mark Snow signe un thème voué à la postérité. X-Files commence sa diffusion américaine le 10 septembre 1993, dans la case jugée difficile du vendredi soir.
La mythologie n’est pas encore posée mais on sent déjà le potentiel de l’histoire inventée par Chris Carter qui signe la plupart des scénarios. Cette première saison est composée exclusivement d’épisodes indépendants. La saison se clôture par la fermeture des X-Files qui prépare la séparation de Mulder et Scully mettant la jeune femme un peu à l’écart pour contourner les problèmes liés à la grossesse de l’actrice.
La saison 1 connaît une audience moyenne de 12 millions de téléspectateurs, essentiellement faite d'un public spécialisé, friand de science-fiction. La courbe n'ira qu'en progressant, justifiant le retour de la série l'année suivante.

## Thématique de la saison
Saison 1Un monde et deux dimensions
La première année de X-Files s'emploie à décrire le monde selon deux prismes différents : le focus du croyant et celui du cartésien. Mais l'attirance de Mulder pour l'irrationnel et la foi de Scully en la science, qui font l'identité de la série, révèlent une scission plus large. La paranoïa et la nonchalance du premier renvoient à l'image du rêveur anarchiste, opposé à la rigidité académique de la seconde. Mulder est un blasé, accoutumé aux perversions de la bureaucratie, tandis que Scully offre une confiance relative au système. Dans Gorge profonde, il fonce dans la gueule du loup à l'instinct ; elle l'en sort par des biais légaux et cogités. Mulder dérange sa hiérarchie protocolaire, Scully a pour fonction assignée de la rassurer L'Enlèvement et tient au départ le rôle de pont entre les deux strates : ce qui sépare les protagonistes va bien plus loin que la seule ouverture d'esprit. L'agent du sous-sol représente l'élément de désordre dans une mécanique trop bien huilée ; il est à l'image de son appartement ou de sa vie sentimentale, esquissée dans Entité biologique extraterrestre). En antisocial juvénile, il ne s'adapte jamais à ses interlocuteurs mais attend d'eux qu'ils le fassent naturellement,.
De son côté, Scully essaie de suivre les consignes du jeu des adultes : elle soigne ses propos et se soucie davantage de sa réputation. Son comportement d'insertion, plus structuré, tient en partie à une éducation militaire et religieuse sévère, mentionnée dans L'Église des miracles. En tant que médecin, elle ne peut jouir de la même marge de manœuvre que son coéquipier : la scientifique s'adosse à un corpus de connaissances qui lui préexiste. Or admettre la légitimité de ce qui fut postulé avant elle est à la fois une sagesse et le germe du conservatisme dont ne s'accommoderait pas Mulder. En effet, Scully a le tort récurrent de considérer la science comme un tableau achevé ne supportant pas la remise en question. Dès lors, il n'est pas étonnant qu'elle applique le même raisonnement aux institutions, qu'elle pense parcourues des meilleures intentions, même si son idéalisme va vite vaciller à partir de l'épisode Les Hybrides,.
Ce sont deux visions antagonistes de la vie en société, et donc de la norme, qui forment la dynamique de la série. Pour Mulder prévaut un minimalisme au sein duquel les autres et les règles sont au moins facultatifs, mais pour Scully cette architecture rigoureuse est un point de repère conditionnant l'efficacité. Au fil des épisodes pourtant, les antipodes s'enlacent, et le spectateur pourra mesurer la complémentarité de Mulder et Scully sur chaque nouvelle enquête,.

## Distribution

### Acteurs principaux
- David Duchovny (VF : Georges Caudron) : l'agent spécial Fox Mulder
- Gillian Anderson (VF : Caroline Beaune) : l'agent spécial Dana Scully

### Acteurs récurrents
- Jerry Hardin (VF: Jacques Richard) : Gorge profonde (Deep Throat en VO (7 épisodes)
- William B. Davis (VF : Jacques Brunet) : L'homme à la cigarette (4 épisodes)
- Doug Hutchison : Eugene Victor Tooms (2 épisodes)
- Charles Cioffi : Scott Blevins (2 épisodes)

## Liste des épisodes

### Épisode 1:Nous ne sommes pas seuls
- États-Unis : 10 septembre 1993 sur FOX
- France : 12 juin 1994 sur M6

- États-Unis : 12 millions de téléspectateurs (première diffusion)

- William B. Davis : L'homme à la cigarette
- Charles Cioffi : Scott Blevins
- Leon Russom : inspecteur Miles
- Sarah Koskoff : Teresa Nemman
- Cliff De Young : Dr. Jay Nemman
- Zachary Ansley : Billy Miles
- Malcolm Stewart : Dr. Glass
- Jim Jansen : Dr. Heitz Werber
- Richard Riehle : Shaw
- Katya Gardener : Peggy O'Dell
- Alexandra Stewart : infirmière de nuit
- Stephen E. Miller : le coroner Truitt

L'épisode commence avec l'arrivée au FBI de l'agent Dana Scully, assignée aux côtés de l'agent Fox Mulder par le chef de section Blevins, dans le but d'apporter un regard scientifique critique vis-à-vis des recherches de Mulder qui concernent surtout les phénomènes paranormaux comme les enlèvements par les Extraterrestres ou la télépathie. On peut apercevoir l'Homme à la cigarette lors de la conversation entre Scully et Blevins dans le bureau du chef de section. La première fois que Mulder et Scully se rencontrent, Mulder fait preuve de sa grande perspicacité en dévoilant subtilement la mission de l'agent Scully : ainsi que le raconte la scène du début, enquêter secrètement auprès de Mulder afin de l'évincer du FBI, prouvant par là qu'il avait déjà quelques coups d'avance sur ses supérieurs. Mulder le rusé, Mulder le renard comme le dit si bien son prénom dans sa version anglaise. 
Mulder et Scully voyagent ensuite jusqu'en Oregon, où une jeune lycéenne est morte dans de mystérieuses circonstances, deux marques rouges trouvées au bas du dos. En enquêtant, Mulder et Scully trouvent d'autres cas similaires, tous issus de la même promotion. Les deux agents vivent aussi le phénomène de perte de temps, où exactement neuf minutes semblent s'être écoulées en quelques secondes. L'agent Mulder est alors convaincu que les jeunes en question ont été enlevés par des extraterrestres afin de subir des tests, explication qui ne convainc aucunement la sceptique qu'est l'agent Scully. Mulder dont la pratique de détective est beaucoup moins orthodoxe, mais autrement avisée, découvre rapidement le complot qui se trame derrière cette affaire en apparence banale bien que pleine de mystères et d'anomalies insolubles via les voies de la science.

### Épisode 2:Gorge profonde
- États-Unis : 17 septembre 1993 sur FOX
- France : 19 juin 1994 sur M6

- États-Unis : 11,1 millions de téléspectateurs (première diffusion)

- Jerry Hardin : Gorge profonde
- Seth Green : Emil
- Gabrielle Rose : Anita Budahas
- Michael Bryan French : Paul Mossinger
- Andrew Johnston : le colonel Robert Budahas
- Lalainia Lindejerg : Zoe
- Monica Parker : Ladonna
- Doc Harris : M. McLennen
- Sheila Moore : Verla McLennen
- Vince Metcalfe : Kissel

Les agents Mulder et Scully enquêtent sur l'étonnante disparition d'un soldat de l'US Air Force, le Colonel Robert Budahas. Mulder pense que cette disparition est liée à celle de six autres pilotes d'une base aérienne d'où décollaient des vols expérimentaux. À la suite de nombreuses découvertes, Mulder est convaincu que les avions en question furent construits suivant une technologie extraterrestre extraite des soucoupes volantes.
Un homme mystérieux, connu sous le nom de Gorge profonde (Deep Throat en anglais, le pseudonyme de ce personnage est un clin d'œil à l'informateur des deux journalistes du The Washington Post, Carl Bernstein et Bob Woodward dans l'affaire du Watergate) contacte Mulder et lui recommande d'arrêter son enquête à la suite du retour du Colonel. Passant au-dessus de ses conseils, Mulder et sa partenaire se rendent chez la femme du Colonel disparu, Anita Budahas, car la vérité est la seule chose qui importe vraiment à l'agent le plus singulier du FBI. 
Mulder raconte à Scully qu'un mystérieux avion, apparemment fabriqué par le Pentagone grâce à la technologie extraterrestre et nommé Aurora, peut tenir un rôle central dans ce mystère. Pendant la nuit, ils assistent à un étrange bal aérien avec deux objets volants. Au hasard des événements, les agents rencontrent deux adolescents qui se sont introduits illégalement dans la base aérienne militaire. Ils racontent aux agents qu'ils voient plein d'objets volants atypiques au-dessus de la base, ce qui maintient Mulder dans ses soupçons.
De façon inattendue, Anita Budahas signale que son mari est rentré chez lui contre toute attente. Mais loin de réjouir la veuve éplorée, elle est hors d'elle-même à la vision d'un mari qu'elle ne reconnait plus alors même que rien n'a changé dans son apparence. Mulder et Scully vont alors interroger les Budahas, mais le colonel ne se rappelle d'aucun détail intéressant, il raconte juste qu'il fut hospitalisé pendant quelque temps. Néanmoins, il semble être en parfaite santé, Mulder suppose que la réaction de la dame vient probablement de ce que l'"on" a fait un lavage de cerveau à son mari pour protéger de graves informations gouvernementales.
Mulder et Scully sont ensuite interceptés sur la route par des « men in black » qui détruisent les photos qui étaient en possession de Mulder concernant les objets volants et leur ordonnent de quitter la ville. Le téméraire Mulder décide malgré tout de s'introduire dans la base aérienne en empruntant le chemin dévoilé par les deux adolescents. Après une longue vadrouille d'une dizaine de kilomètres, il aboutit dans un centre naval militaire où il fait la rencontre d'un vaisseau triangulaire capable d'effectuer les figures les plus improbables comme en apesanteur. Celui-ci le "scanne" via un monocle situé sur le ventre de l'appareil, équipés des flash typiques des technologies extraterrestres. Le temps qu'il se rende compte de qui est en train de se passer il est emmené manu militari par des forces d'interventions vigoureuses qui le traîne de force dans la base où il fera son baptême de lavage de cerveau[style à revoir]. Lorsqu'il semble toucher à son but, les preuves essentielles qu'il était sur le point d'acquérir disparaissent.

### Épisode 3:Compressions
- États-Unis : 24 septembre 1993 sur FOX
- France : 26 juin 1994 sur M6

- États-Unis : 11,1 millions de téléspectateurs (première diffusion)

- Donal Logue : l'agent spécial Tom Colton
- Henry Beckman : l'inspecteur Frank Briggs
- Doug Hutchison : Eugene Victor Tooms
- Kevin McNulty : l'agent spécial Fuller
- Terence Kelly : George Usher
- Colleen Winton : l'agent technique détecteur de mensonges
- James Bell : l'inspecteur Johnson
- Gary Hetherington : Kennedy
- Rob Morton : Kramer
- Paul Joyce : M. Werner

### Épisode 4:L'Enlèvement
- États-Unis : 1er octobre 1993 sur FOX
- France : 3 juillet 1994 sur M6

- États-Unis : 9,2 millions de téléspectateurs (première diffusion)

- Charles Cioffi : Scott Blevins (VF: William Sabatier)
- Carrie Snodgress : Darlene Morris
- Donald Gibb : Kip
- Michael Cavanaugh : le shérif Jack Withers
- Joël Palmer : Kevin Morris
- Taunya Dee : Ruby Morris
- Shelly Owens : Tessa
- Akiko Morison : Leza Atsumi
- Don Thompson : Holtzman

### Épisode 5:Le Diable du New Jersey
- États-Unis : 8 octobre 1993 sur FOX
- France : 31 mars 1995 sur M6

- États-Unis : 10,4 millions de téléspectateurs (première diffusion)

- Claire Stansfield : la femme sauvage
- Wayne Tippit : l'inspecteur Thompson
- Gregory Sierra : Dr. Diamond
- Michael Mcrae : le Ranger Peter Broullet
- Jill Teed : Dr. Schnablegger
- Tamsin Kelsey : Ellen
- Andrew Airlie : Rob
- Bill Dow : le père dans la voiture
- Jayme Knox : la mère dans la voiture
- Jessica Murdoch : la fille dans la voiture
- Lachlan Murdoch : le fils dans la voiture
- Hrothgar Mathews : Jack
- Brendan Fletcher : le clochard

### Épisode 6:L'Ombre de la mort
- États-Unis : 22 octobre 1993 sur FOX
- France : 10 juillet 1994 sur M6

- États-Unis : 8,8 millions de téléspectateurs (première diffusion)

- Barry Primus : Robert Dorlund
- Tom Pickett : le flic de la morgue
- Lisa Waltz : Lauren Kyte
- Lorena Gale : Ellen Bledsoe
- Veena Sood : Mme Saunders
- Deryl Hayes : Webster
- Janie Woods Morris : Mme Lange
- Anna Ferguson: Mme Winn
- Nora McLellan : Jane Morris

### Épisode 7:Un fantôme dans l'ordinateur
- États-Unis : 29 octobre 1993 sur FOX
- France : 17 juillet 1994 sur M6

- États-Unis : 9,5 millions de téléspectateurs (première diffusion)

- Jerry Hardin : Gorge profonde
- Rob LaBelle - Brad Wilczek
- Wayne Duvall : l'agent Jerry Lamana
- Blu Mankuma : Claude Peterson
- Tom Butler : Benjamin Drake
- Gillian Barber : l'agent Nancy Spiller
- Theodore Thomas : Clyde
- Marc Baur : l'homme en costume
- Bill Finck : l'homme sandwich

Un ordinateur avec une intelligence artificielle très avancée commence à tuer pour préserver son existence lorsque cela est jugé inefficace de continuer à contrôler le fonctionnement d'un immeuble de bureaux.
Eurisko World Headquarters, Crystal City, Virginie — Deux hommes ont une discussion très violente au sujet de la société EURISKO, Brad Wilczek accuse Benjamin Drake, son patron, de gérer la société créée par Brad de façon désastreuse, lui faisant ainsi perdre beaucoup d'argent. Brad quitte le bureau en claquant la porte. Benjamin Drake entame la rédaction d'un article sous l'œil de caméras pilotée par un système informatique centralisé : Le COS (Central Operating System), créé par Brad Wilczek. Benjamin Drake quittant son bureau est attiré par un bruit suspect dans la salle de bain de son bureau : les robinets des lavabos sont ouverts et l'eau coule partout. Alors qu'il tente de fermer les robinets, le téléphone se met à sonner: c'est l'horloge parlante. La lumière de la salle d'eau s'éteint, la porte se verrouille. Benjamin Drake tente de déclayer la porte, une violente décharge électrique le terrasse… Dans la salle de contrôle, le COS indique sur son écran de contrôle : « Fichier effacé »…
FBI Headquarters, Washington D.C. — Un agent du FBI : Jerry Lamana, retrouve Mulder, son ex-collègue. Il vient demander de l'aide aux deux agents, concernant la mort de Benjamin Drake.

### Épisode 8:Projet Arctique
- États-Unis : 5 novembre 1993 sur FOX
- France : 29 août 1994 sur M6

- États-Unis : 10 millions de téléspectateurs (première diffusion)

- Xander Berkeley : Dr. Hodge
- Felicity Huffman : Dr. Nancy Da Silva
- Steve Hytner : Dr. Denny Murphy
- Jeff Kober : Bear
- Ken Kirzinger : M. Richter
- Sonny Surowiec : M. Campbell

- L'épisode n'est pas sans rappeler le film The Thing (1982) de John Carpenter.
- On notera que dans la version française, la prononciation de Bear était quelque peu différente.

### Épisode 9:Espace
- États-Unis : 12 novembre 1993 sur FOX
- France : 24 juillet 1994 sur M6

- États-Unis : 10,7 millions de téléspectateurs (première diffusion)

- Ed Lauter : le colonel Marcus Aurelius Belt
- Susanna Thompson : Michelle Generoo
- Tom McBeath : un scientifique
- Terry David Mulligan : le contrôleur
- Tyronne L'Hirondelle : un scientifique
- Norma Wick : le journaliste
- Alf Humphreys : le second ontrôleur
- David Cameron : le jeune scientifique
- French Tickner : le prêtre
- Paul Desroches : le médecin

### Épisode 10:L'Ange déchu
- États-Unis : 19 novembre 1993 sur FOX
- France : 31 juillet 1994 sur M6

- États-Unis : 8,8 millions de téléspectateurs (première diffusion)

- William MacDonald : Dr. Oppenheim
- Frederick Coffin : Joseph McGrath
- Marshall Bell : le colonel Calvin Henderson
- Scott Bellis : Max Fenig
- Jerry Hardin : Gorge profonde
- Alvin Sanders : le capitaine Wright
- Freda Perry : Mme Wright
- Sheila Paterson : Gina Watkins
- Tony Pantages : le lieutenant Fraser
- Jane McDougall : Laura Dalton
- Brent Stait : le lieutenant Taylor
- Michael Rogers : le lieutenant Griffin
- Kimberly Unger : Karen Koretz

### Épisode 11:Ève
- États-Unis : 10 décembre 1993 sur FOX
- France : 12 mai 1995 sur M6

- États-Unis : 10,4 millions de téléspectateurs (première diffusion)

- Harriet Sansom Harris : Dr Sally Kendrick / Eve
- Jerry Hardin : Gorge profonde
- Erika Krievins : Cindy Reardon (Eve 10)
- Sabrina Krievins : Teena Simmons (Eve 9)
- George Touliatos : Dr Katz
- Tasha Simms : Ellen Reardon
- David Kirby : Ted Watkins
- Tina Gilbertson : Donna Watkins
- Christine Upright Letain : Mlle Wells
- Gordon Tipple : l'inspecteur
- Garry Davey : M. Hunter
- Joe Maffei : garde 1
- Maria Herrera : garde 2
- Robert Lewis : un policier

### Épisode 12:L'Incendiaire
- États-Unis : 17 décembre 1993 sur FOX
- France : 7 août 1994 sur M6

- États-Unis : 11,1 millions de téléspectateurs (première diffusion)

- Amanda Pays : Phoebe Green
- Mark Sheppard : Bob / Cecil
- Lynda Boyd : la femme dans le bar
- Dan Lett : Sir Malcolm Marsden
- Christopher Gray : Jimmy Marsden
- Keegan Macintosh : Michael Marsden
- Duncan Fraser : Beatty
- Phil Hayes : le chauffeur

### Épisode 13:Le Message
- États-Unis : 7 janvier 1994 sur FOX
- France : 28 août 1994 sur M6

- États-Unis : 10,8 millions de téléspectateurs (première diffusion)

- Sheila Larken : Margaret Scully
- Don S. Davis : William Scully
- Brad Dourif : Luther Lee Boggs
- Fred Henderson : l'agent Thomas
- Chad Willett : Jim Summers
- Lisa Vultaggio : Liz Hawley
- Lawrence King : Lucas Jackson Henry
- Don MacKay : Warden Joseph Cash

### Épisode 14:Masculin-féminin
- États-Unis : 21 janvier 1994 sur FOX
- France : 26 novembre 1994 sur M6

- États-Unis : 11,1 millions de téléspectateurs (première diffusion)

- Doug Abrahams : un agent
- Brent Hinkley : Frère Andrew
- David Thomson : Frère Oakley
- Kate Twa : Marty femme
- Peter Stebbings : Marty homme
- Mitchell Kosterman : l'inspecteur Horton
- Michele Gooder Sœur Abigail
- Aundrea MacDonald : la prostituée
- John R. Taylor : le mari
- Tony Morelli : le policier
- Lesley Ewen : un agent
- Nicholas Lea : Michael
- Paul Batten : Frère Wilton

- Nicholas Lea tient un rôle secondaire dans cet épisode. Les producteurs et scénaristes de la série, satisfaits de sa prestation, lui confieront le rôle d'Alex Krycek, qui apparaît pour la première fois dans l'épisode Insomnies de la deuxième saison.

### Épisode 15:Lazare
- États-Unis : 4 février 1994 sur FOX
- France : 14 août 1994 sur M6

- États-Unis : 12,1 millions de téléspectateurs (première diffusion)

- Christopher Allport : l'agent Jack Willis
- Cec Verrell : Lula Phillips
- Jason Schombing : Warren Dupre
- Callum Keith Rennie : Tommy Phillips

### Épisode 16:Vengeance d'outre-tombe
- États-Unis : 11 février 1994 sur FOX
- France : 21 août 1994 sur M6

- États-Unis : 11,5 millions de téléspectateurs (première diffusion)

- Jerry Hardin : Gorge profonde
- Dick Anthony Williams : Reggie Purdue
- Alan Boyce : John Barnett, jeune
- David Petersen : John Barnett, âgé
- Robin Mossley : Dr. Joe Ridley
- Christine Estabrook : l'agent Henderson
- William B. Davis : L'homme à la cigarette
- Graham Jarvis : Dr. Austin
- Merrilyn Gann : le procureur
- Gordon Tipple : Joe Crandall
- Courtney Arciaga : une victime de progéria

### Épisode 17:Entité biologique extraterrestre
- États-Unis : 18 février 1994 sur FOX
- France : 9 février 1995 sur M6

- Jerry Hardin : Gorge profonde
- Allan Lysell : Chef Rivers
- Peter Lacroix ; Ranheim / Druse
- Bruce Harwood : Byers
- Dean Haglund : Langly
- Tom Braidwood : Frohike

- Cet épisode marque la toute première apparition des Bandits solitaires, un groupe d'amis de Mulder et alliés récurrents dans la série. Ils seront les héros du court spin-off The Lone Gunmen : Au cœur du complot (2001).

### Épisode 18:L'Église des miracles
- États-Unis : 18 mars 1994 sur FOX
- France : 4 septembre 1994 sur M6

- États-Unis : 11,6 millions de téléspectateurs (première diffusion)

- R. D. Call : le shérif Maurice Daniels
- Scott Bairstow : Samuel Hartley
- George Gerdes : le révérend Calvin Hartley
- Dennis Lipscomb : Leonard Vance

### Épisode 19:Métamorphoses
- États-Unis : 1er avril 1994 sur FOX
- France : 11 septembre 1994 sur M6

- États-Unis : 11,5 millions de téléspectateurs (première diffusion)

- Ty Miller : Lyle Parker
- Michael Horse : le sherif Charley Tskany
- Donnelly Rhodes : Jim Parker
- Jimmy Herman : Ish
- Renae Morriseau : Gwen Goodensnake
- Dwight McFee : David Gates
- Paul McLean : Dr. Josephs

### Épisode 20:Quand vient la nuit
- États-Unis : 15 avril 1994 sur FOX
- France : 18 septembre 1994 sur M6

- États-Unis : 12,5 millions de téléspectateurs (première diffusion)

- Jason Beghe : Ranger Larry Moore
- Tom O'Rourke : Steve Humphreys
- Titus Welliver : Doug Spinney
- Barry Greene : Perkins
- David Hay : l'homme bien habillé
- Ken Tremblett : Dyer

### Épisode 21:Le Retour de Tooms
- États-Unis : 22 avril 1994 sur FOX
- France : 2 octobre 1994 sur M6

- États-Unis : 13,4 millions de téléspectateurs (première diffusion)

- Doug Hutchison : Eugene Victor Tooms
- Mitch Pileggi : Walter Skinner
- William B. Davis : l'homme à la cigarette
- Paul Ben-Victor : Dr. Aaron Monte
- Timothy Webber - Détective Talbot
- Frank C. Turner : Dr. Collins
- Gillian Carfra - Christine Ranford
- Pat Bermel - Frank Ranford
- Jan D'Arcy - Juge Kann
- Jerry Wasserman : Dr. Plith
- Mikal Dughi : Dr. Karetzky
- Glynis Davies : Nelson
- Steve Adams : Myers
- Andre Daniels : Arlan Green
- Catherine Lough : Dr. Richmond
- Henry Beckman : Frank Briggs

### Épisode 22:Renaissance
- États-Unis : 29 avril 1994 sur FOX
- France : 25 septembre 1994 sur M6

- États-Unis : 13,7 millions de téléspectateurs (première diffusion)

- Maggie Wheeler : Sharon Lazard
- Brian Markinson : Tony Fiore
- Mimi Lieber : Anita Fiore
- Dey Young : Judy Bishop
- Andrea Libman : Michelle Bishop
- P. Lynn Johnson : Dr. Sheila Braun
- Leslie Carlson : Dr. Spitz
- Richard Sali : Leon Felder
- Dwight Koss : l'inspecteur Barbala
- Peter Lapres : Harry Linhart

- Un personnage dort devant sa télé où est diffusée le film La mouche noire.

### Épisode 23:Roland
- États-Unis : 6 mai 1994 sur FOX
- France : 9 octobre 1994 sur M6

- États-Unis : 12,5 millions de téléspectateurs (première diffusion)

- Željko Ivanek : Roland Fuller
- Garry Davey : Dr. Keats
- James Sloyan : Dr. Nollette
- Micole Mercurio : Miss Stodie
- Kerry Sandomirsky : Tracey
- Matthew Walker : Dr. Surnow
- David Hurtubise : Barrington
- Sue Mathew : Lisa Howe

### Épisode 24:Les Hybrides
- États-Unis : 13 mai 1994 sur FOX
- France : 16 octobre 1994 sur M6

- États-Unis : 14 millions de téléspectateurs (première diffusion)

- William B. Davis : l'homme à la cigarette
- Jerry Hardin : Gorge profonde
- Lindsey Ginter : l'homme aux cheveux en brosse
- Anne DeSalvo : Dr. Anne Carpenter
- Simon Webb : Dr. Secare
- Jim Leard : le capitaine Lacerio
- Ken Kramer : Dr. Docteur Berube
- Phillip MacKenzie : le médecin
- Jaylene Hamilton : le reporter

- Mulder regarde Voyage au centre de la Terre au début de l'épisode.
- La tagline habituelle change pour la première fois : Trust No One (« Ne faites confiance à personne »).